# 湯浅誠 (中国評論家)
湯浅 誠（ゆあさ まこと、1941年 - ）は、中国問題の評論家。

## 来歴
東京都生まれ。東京都立新宿高等学校を経て早稲田大学政治経済学部卒業。東洋経済新報社第一編集局論説委員を経て、関東学院大学経済学部非常勤講師。中国を批判する著作が多数ある。

## 著書
- 『鄧小平』 日本文芸社, 1978年6月
- 『中国超大国論の幻想』 東洋経済新報社, 1996年11月 ISBN 4492210903
- 『中国のとことんあきれた人たち』 ウェッジ, 2001年2月 ISBN 4900594393
- 『中国社会のとことん深い闇』 ウェッジ, 2006年7月 ISBN 4900594938

| スタブアイコン | サブスタブ | この項目は、まだ閲覧者の調べものの参照としては役立たない、文人（小説家・詩人・歌人・俳人・作詞家・作家・放送作家・随筆家（コラムニスト）・文芸評論家）に関連した書きかけの項目です。この項目を加筆・訂正などしてくださる協力者を求めています（P:文学/PJ:作家）。 |